# Mesorregión del Sur Amazonense
La mesorregión del Sur Amazonense es una de las cuatro mesorregiones del estado brasileño de Amazonas. Es formada por 10 municipios y 3 microrregiones.

## Microrregiones
- Microrregión de Boca do Acre
- Microrregión de Madeira
- Microrregión de Purús

- Datos: Q2035667